# 歯歯茎音

調音部位

唇音
両唇音
唇歯音
舌頂音
舌尖音 / 舌端音
舌唇音
歯間音
歯音
歯歯茎音
歯茎音
後部歯茎音
そり舌音
歯茎硬口蓋音
舌背音
硬口蓋音
軟口蓋音
口蓋垂音
咽喉音
咽頭音
喉頭蓋音
声門音
二重調音
両唇軟口蓋音

▶ 調音方法

言語学において、歯歯茎音（し・しけいおん、は・はぐきおん、英: Denti-alveolar consonant, dento-alveolar consonant）は、歯槽堤と上歯に対して扁平な舌を使って調音される子音である。すなわち、歯歯茎音は歯茎音、舌端音である。フランス語、イタリア語、スペイン語のような言語における /t/ や /d/ がある。
歯-歯茎音は、歯との前方の接触のみが見えるため、「歯音」と分類されることが多いものの、最も後方にある舌の接触点が最も関係しており、この接触点が共鳴の最大音響空間を定義し、子音に特徴的な音を与える。
フランス語では、最も後方の接触は歯茎であり、わずかに前部歯茎のこともある。スペイン語では、/t/ および /d/ は舌端歯歯茎音であり、/l/ および /n/ は歯茎音であるが、後に続く /t/ または /d/ へと同化する。同様に、イタリア語では、/t/、/d/、/t͡s/、/d͡z/ は歯歯茎音、/l/ および /n/ は歯茎音である。
歯吸着音も舌端歯-歯茎音である。